# Winnie the Pooh: L'avventura di San Valentino
Winnie the Pooh: L'avventura di San Valentino (Winnie the Pooh: A Valentine for You) è uno speciale televisivo d'animazione di San Valentino con protagonista il personaggio di Winnie the Pooh, prodotto dalla Walt Disney Television Animation e andato in onda sulla ABC il 13 febbraio 1999. Lo speciale è l'ultima interpretazione del doppiatore Paul Winchell, voce originale di Tigro fin dalla prima apparizione del personaggio. Winchell fu poi sostituito da Jim Cummings, col quale si era già alternato dalla fine degli anni ottanta e che in questo speciale fornisce la voce di Tigro nelle parti cantate. L'animazione dello speciale fu realizzata dagli studi Disney di Canada e Australia.

## Trama
La vigilia di San Valentino, Pooh, Pimpi, Tappo, Tigro, Ih-Oh e De Castor vedono Christopher Robin scrivere un biglietto, che indirizza a una certa Winifred. Non sapendo di cosa si tratti, vanno a chiedere delucidazioni a Uffa, il quale li informa che si tratta di una bambina, di cui Christopher Robin si sarebbe invaghito. Uffa dichiara che l'innamoramento sarebbe dovuto a una "cotta", che però descrive come un piccolo insetto con il potere di far innamorare le persone, che avrebbe punto il bambino. Allora Pooh e i suoi amici decidono di trovare una "cotta" e farle pungere Christopher Robin, in modo da annullare l'effetto della puntura precedente. Poco dopo, vedono una lucciola posarsi sul vasetto di miele di Pooh e volare via, così la inseguono convinti che si tratti della "cotta". Arrivano fino alla parte più sconosciuta del bosco e, dopo alcune difficoltà, riescono a catturare la "cotta" e a tornare indietro. Vengono raggiunti da Christopher Robin, che chiede loro dove siano stati e poi desidera una loro opinione sul biglietto che ha scritto a una "nuova amica". Pooh allora libera la "cotta" poiché si rende conto che il suo amico è felice così com'è. Tornati a casa, Pooh e i suoi amici trovano dei biglietti che Christopher Robin ha scritto per ognuno di loro. La mattina, Pooh va nel posto incantato dove si incontra sempre con Christopher Robin, il quale gli fa capire che il suo affetto per lui non è venuto e non verrà mai meno, anche se ha trovato una nuova amica.

## Personaggi e doppiatori
| Personaggio       | Doppiatore originale | Doppiatore italiano  |
| ----------------- | -------------------- | -------------------- |
| Christopher Robin | Brady Bluhm          | Niccolò De Leonardis |
| Ih-Oh             | Peter Cullen         | Paolo Buglioni       |
| Winnie the Pooh   | Jim Cummings         | Marco Bresciani      |
| Pimpi             | John Fiedler         | Fabrizio Vidale      |
| De Castor         | Michael Gough        | Edoardo Nevola       |
| Tappo             | Ken Sansom           | Valerio Ruggeri      |
| Uffa              | Andre Stojka         | Massimo Corvo        |
| Narratore         | David Warner         | Michele Kalamera     |
| Tigro             | Paul Winchell        | Luca Biagini         |

## Edizioni home video
Lo speciale fu distribuito in VHS in America del Nord il 9 gennaio 2001 e in Italia nel febbraio 2004. L'edizione DVD-Video fu invece distribuita il 6 gennaio 2004 in America del Nord e il 22 febbraio 2005 in Italia. Il DVD include lo speciale insieme all'episodio "Il giorno del non Valentino" della serie Le nuove avventure di Winnie the Pooh, e come extra era presente un gioco interattivo intitolato Caccia alla coccinella dell'amore.
In occasione del decimo anniversario dello speciale, una nuova edizione DVD è uscita in America del Nord il 5 gennaio 2010 e in Italia il 24 marzo. Il DVD include, oltre all'episodio e al gioco già presenti nell'edizione precedente, altri due segmenti della serie televisiva: "Il mio eroe" (dal 18º episodio) e "I tre porcellini" (dal 30º episodio). L'edizione nordamericana include nella custodia sei biglietti di San Valentino raffiguranti altrettanti personaggi dello speciale.